# Elabered
Elabered (Tigrinya ዒላበርዕድ, arabisch علابرعد) ist eine Ortschaft in der Region Anseba im Hochland Eritreas. Der Ort liegt an der Fernstraße 2 zwischen der Hauptstadt Asmara und der Regionshauptstadt Keren, etwa 22 km von letzterer entfernt. Der Fluss Anseba fließt direkt südlich an Elabered vorbei.

## Wirtschaft
Elabered ist ein bedeutendes Landwirtschaftszentrum, das für den Anbau von Obst und Gemüse, Honigproduktion und Tierhaltung bekannt ist.